# NGC 70
NGC 70 és una galàxia espiral localitzada a la constel·lació d'Andròmeda. Va ser descoberta l'11 de setembre de 1784 per R. J. Mitchell i també va ser observada el 19 de desembre de 1897 per Guillaume Bigourdan de França, qui la va descriure com "extremadament feble, molt petita, rodona, entre 2 estels febles".